# Cooperstown (Dakota del Norte)
Cooperstown es una ciudad ubicada en el condado de Griggs en el estado estadounidense de Dakota del Norte. En el censo de 2010 tenía una población de 984 habitantes y una densidad poblacional de 390,87 personas por km².

## Geografía
Cooperstown se encuentra ubicada en las coordenadas 47°26′42″N 98°7′33″O / 47.44500, -98.12583. Según la Oficina del Censo de los Estados Unidos, Cooperstown tiene una superficie total de 2.52 km², de la cual 2.52 km² corresponden a tierra firme y (0%) 0 km² es agua.

## Demografía
Según el censo de 2010, había 984 personas residiendo en Cooperstown. La densidad de población era de 390,87 hab./km². De los 984 habitantes, Cooperstown estaba compuesto por el 99.19% blancos, el 0.2% eran afroamericanos, el 0.1% eran amerindios, el 0.41% eran asiáticos, el 0% eran isleños del Pacífico, el 0.1% eran de otras razas y el 0% pertenecían a dos o más razas. Del total de la población el 0.3% eran hispanos o latinos de cualquier raza.